# Брендон Родні
Брендон Родні (англ. Brendon Rodney, нар. 5 квітня 1992) — канадський спринтер, бронзовий призер Олімпійських ігор 2016 року та срібний призер Олімпійських ігор 2020 року, чемпіон світу.

## Виступи на Олімпіадах
| Олімпіада           | Дисципліна            | Місце |
| ------------------- | --------------------- | ----- |
| Ріо-де-Жанейро 2016 | біг на 200 метрів     | 28    |
| Ріо-де-Жанейро 2016 | естафета 4×100 метрів | 3     |
| Токіо 2020          | біг на 200 метрів     | 25    |
| Токіо 2020          | естафета 4×100 метрів | 2     |

## Зовнішні посилання
- Брендон Родні Профіль у IAAF (англ.)
- Брендон Родні — олімпійська статистика на сайті Sports-Reference.com (англ.) (архівна версія)